# Trichomorellia trichops
Trichomorellia trichops är en tvåvingeart som först beskrevs av Malloch 1923.  Trichomorellia trichops ingår i släktet Trichomorellia och familjen husflugor. Inga underarter finns listade i Catalogue of Life.